# Zapuščina Che Guevare
Zapuščina argentinskega marksističnega revolucionarja Che Guevare se v kolektivni domišljiji nenehno razvija. Kot simbol protikulture po vsem svetu je Che Guevara ena najbolj prepoznavnih in najvplivnejših revolucionarnih osebnosti dvajsetega stoletja. Vendar je Che Guevara v času svojega življenja in še bolj po smrti izvedel polemiko in močno različna mnenja o svojem osebnem značaju in dejanjih, ki jih je storil. Bil je tako spoštovan in zanemarjen, označen vse od junaškega zagovornika revnih do hladnokrvnega krvnika. Ostaja tako spoštovana kot tudi obsojena in kritizirana zgodovinska osebnost.    

## Pisna dela
Guevarina obsežna pisna zapuščina vključuje intelektualne spise o radikalni marksistični politiki in družbeni teoriji, strategiji in taktiki vojaškega/gverilskega vojskovanja, diplomatske zapiske, knjige, govore, članke iz revij, pisma, poezijo in dnevnike ter uradne dokumente, shranjene v arhivih kubanske vlade. Njegovo praktično in teoretično delo je imelo globok politični vpliv po vsem svetu v drugi polovici 20. stoletja, zlasti v razvitih državah, kjer so se revolucionarno organiziranje in protikolonialni boji zgledovali po njegovi misli in zgledu. Posledično so bila njegova dela prevedena v stotine različnih jezikov.

## Mučeništvo
Leta 1967, ko so krožile slike Guevarinega trupla in se razpravljalo o okoliščinah njegove smrti, se je njegova legenda začela širiti. Demonstracije v znak protesta proti njegovi usmrtitvi so potekale po vsem svetu, o njegovem življenju in smrti so bili napisani članki, pokloni, pesmi in poezije. Strokovnjaki iz Latinske Amerike, ki so svetovali ameriškemu State Departmentu, so takoj prepoznali pomen smrti "najbolj gnusnega in domnevno najuspešnejšega revolucionarja", pri čemer so opozorili, da bi Che Guevaro hvalili komunisti in drugi levičarji kot "vzornega revolucionarja, ki je doživel herojsko smrt".
Britanski politik George Galloway je pripomnil, da je "ena največjih napak, ki jih je ameriška država kdaj storila, ustvarila te slike Che Guevarinega trupla. Njegova podoba v smrti je zagotovila, da je njegova privlačnost segla daleč onkraj burnega univerzitetnega kampusa in v srca vernikov, ki se zgrinjajo k posvetnim, ognjevitim pridigam teologov osvoboditve.« Revija Economist je tudi poudarila, kako Chejeve fotografije po smrti spominjajo na Žalovanje nad mrtvim Kristusom, avtorja Andrea Mantegne. Tako je Guevaro določil za sodobnega svetnika, človeka, ki je dvakrat tvegal svoje življenje v državah, ki niso bile njegove, preden ga je dal v tretjino, in čigar priklic "novega človeka", ki ga vodijo moralne in ne materialne spodbude, je prišlo po svetniku, Ignacija Lojolskega bolj kot Marxa.
To je veljalo naslednje leto leta 1968, ko je med nastajajočo novo vrsto katoliških pripadnikov v Italiji, imenovanim Jacques Maritain Circle, priredila spominsko mašo v Chejevo čast in so katoliške službe potekale v več drugih državah. Poleg tega so v Braziliji ustvarjalci mitov začeli krožiti na tisoče fotokopij mrtvega Cheja z napisom "Svetnik našega časa". Italijanski študentje so prevzeli podoben izraz in Guevaro označili za angela della pace – »angel miru«. Ne glede na Chejeve neposvečevalne neuspehe in protislovja ali zastarelost njegovih metod in ideologij, moč njegove »mesijanske podobe«, s svojo "simbolično" in "versko kakovostjo", še naprej navdihuje mnoge po vsem svetu.

## Simbol upora
Che Guevara, ki je bil različno opisan kot "revolucionar kolesarjev rock-heroja", "mučenik idealizma" in "James Dean v utrujenosti"; postal je močan sekularni simbol upora in revolucije med protesti maja leta 1968 v Franciji. Po mnenju Garyja Youngea iz The Guardiana je "Cheovo potovanje od udobja srednjega razreda do prvaka delavskega razreda in njegov dolgolasi neurejen videz odražala težnje in samopodobo generacije Woodstock, ko so demonstrirali proti vojni v Vietnamu". Po drugi strani je literarna ikona iz 60. let dvajsetega stoletja Susan Sontag žareče govorila o "navdihujoči lepi legendi", ki je bil Guevara, in ga primerjala z Lordom Byronom, Emilianom Zapato in Joséjem Martíjem. Še več, slogan "Che živi!" se je začel pojavljati na zidovih po vsem Zahodu, medtem ko je Jean-Paul Sartre, vodilni eksistencialistični filozof, ki je osebno poznal Guevaro, spodbujal prisvajanje, tako da ga je opisal kot "najpopolnejšega človeka našega časa."
Poleg tega so se radikalnejši levičarski aktivisti odzvali na Guevarino navidezno brezbrižnost do nagrad in slave ter se strinjali z Guevarinim sankcioniranjem nasilja kot nujnosti za vcepljanje socialističnih idealov. Tudi v Združenih državah Amerike, vlada, ki jo je Guevara tako odločno obsojal, so študenti začeli posnemati njegov stil oblačenja, oblačili so si vojaške obleke, baretke in si puščali dolge lase in brado, da bi pokazali, da so tudi oni nasprotniki zunanje politike ZDA. Temnopolti so se na primer začeli označevati kot "Che-type", medtem ko so prevzeli njegovo blagovno znamko črno baretko, medtem ko so arabski gverilci začeli poimenovati bojne operacije v njegovo čast. Trisha Ziff, režiserka dokumentarnega filma Chevolution iz leta 2008, je pripomnila, da je "Che Guevarin pomen v sodobnem času manj o človeku in njegovi specifični zgodovini, bolj o idealih ustvarjanja boljše družbe". V podobnem smislu je čilski pisatelj Ariel Dorfman povedal, da je Guevarina trajna privlačnost zato, ker "tistim, ki nikoli ne bodo šli po njegovih stopinjah, potopljeni v svet cinizma, koristoljubja in mrzlega uživanja, nič ne more biti bolj zadovoljujoče od Chejevega zaničevanja materialnega udobja in vsakdanjih želja."

## Zasebna zapuščina

### Na Kubi
Kuba je Che Guevaro promovirala kot "simbol revolucionarnih vrlin, žrtvovanja in internacionalizma" znotraj in zunaj države od njegove smrti. Guevara ostaja "ljubljeni narodni heroj" na Kubi (skoraj posvetni svetnik, za mnoge na karibskem otoku), kjer so si ga zapomnili po spodbujanju neplačanega prostovoljnega dela z delom brez majice na gradbiščih ali vlekom vreč sladkorja. Še danes se slika njegove face pojavlja na kubanskem bankovcu, ki na poljih z mačeto reže sladkorni trs.
Kubanska država je še naprej imela Guevarino spoštovanje, saj je po vsej deželi v njegovo čast zgradila številne kipe in umetniška dela; s svojo podobo krasi šolske prostore, delovna mesta, javne zgradbe, panoje in denar. Njegov lik je tudi na poštnih znamkah in kovancu za 3 peso pod napisom "Patria o Muerte" (Domovina ali smrt). Poleg tega se otroci po vsej državi začnejo vsak šolski dan s petjem »Pionirji za komunizem, mi bomo kot Che!«. Guevarin mavzolej v Santa Clari je postal tudi kraj skoraj velikega pomena za številne Kubance, medtem ko je rastoča turistična industrija v državi imela velike koristi od nenehno mednarodno zanimanje za Guevarino življenje. Na primer, leta 2004 je mavzolej obiskalo okoli 205.832 ljudi, od tega 127.597 tujcev. Vendar argentinski psihoanalitik Pacho O'Donnell obžaluje formalno togost Chejeve državno oblikovane podobe in meni, da so "Kubanci izključili vse o mlajšem Cheju, kar ni junaško, vključno s tistim, kar je pri njem najbolj slastno človeško."
Kljub uradnemu naslavljanju je Guevarina zapuščina manj izrazita na fronti nacionalne politike. Na Kubi je Guevarina smrt povzročila opustitev gverilskega vojskovanja kot instrumenta zunanje politike, približevanje Sovjetski zvezi in reformo vlade po sovjetski poti. Ko so se kubanske sile vrnile v Afriko v sedemdesetih letih dvajsetega stoletja, je bilo to kot del obsežne vojaške odprave in podpora uporniškim gibanjem v Latinski Ameriki in na Karibih je postala bolj logistična in organizacijska kot ne odkrita. Kuba je opustila tudi Guevarine načrte za gospodarsko diverzifikacijo in hitro industrializacijo, ki so se na koncu izkazali za neizvedljive glede na vključitev države v sistem COMECON. Jugoslovanska komunistična revija Borba je že leta 1965 opazila številne napol dokončane ali prazne tovarne na Kubi, ki so bila dediščina Guevarinega kratkega mandata ministra za industrijo, ki "stojijo kot žalostni spomini na konflikt med pretvarjanjem in realnostjo".

### V kubansko-ameriški skupnosti
Številni kubanski izgnanci so o Che Guevari govorili v negativnih izrazih, nekateri pa se ga spominjajo z epitetom "Mesar iz la Cabañe", ki se nanaša na Guevarino porevolucionarno vlogo "vrhovnega tožilca" nad revolucionarnimi sodišči v trdnjavi. Podobno neodobravanje je delil tudi kubansko-ameriški igralec in režiser Andy García, čigar film Izgubljeno mesto iz leta 2005 prikazuje tisto, kar bi nekateri lahko zaznali kot brutalnost Kube pred in po revoluciji, vključno s Che Guevaro. V zvezi s takšno polarizacijo je kubansko-ameriški akademik Uva de Aragon domneval, da "bodo morali čakati še veliko let, da bo zgodovina izdala dokončno sodbo o Che Guevari, ko bodo strasti obeh strani minile."

### V Latinski Ameriki
V Latinski Ameriki so zaznani neuspehi liberalnih reform v devetdesetih letih dvajsetega stoletja okrepili ideološki antagonizem proti Združenim državam, kar je povzročilo oživitev podpore številnim Guevarinim političnim prepričanjem: vključno z panamerikanizmom, podporo ljudskim gibanjem, v regiji nacionalizacija ključnih industrij in centralizacija vlade. Skoraj v vsakem vzponu revolucionarnih gibanj v Latinski Ameriki v zadnjih štiridesetih letih, od Argentine do Čila, od Nikaragve do Salvadorja, od Gvatemale do Mehike in Chiapasa, so sledi tako imenovanega Guevarizma – včasih jasne, včasih šibke. Po mnenju aktivista za pravice avtohtonih prebivalcev Rigoberta Menchúja trdijo: "V današnjih časih, ko se za mnoge zdi, da se etika in druge globoke moralne vrednote tako zlahka kupujejo in prodajajo, ima primer Che Guevare še večjo razsežnost."  
V Nikaragvi so bili Sandinisti, skupina z ideološkimi koreninami v guevarizmu, po 16 letih ponovno izvoljeni v vlado. Navijači so med proslavljanjem zmage leta 2006 nosili majice Guevare. Bolivijski predsednik Evo Morales se je poklonil Guevari, vključno z obiskom njegovega prvotnega pokopa v Boliviji, da bi razglasil "Che Živi", in namestil portret Argentinca iz lokalnih listov koke v svoj predsedniški apartma. Leta 2006 je venezuelski predsednik Hugo Chávez, ki je Guevaro označil za "neskončnega revolucionarja" in za katerega je bilo znano, da nagovarja občinstvo v majici Che Guevare, je Fidela Castra spremljal na ogledu Guevarine rojstne hiše v Córdobi v Argentini, ki je to izkušnjo opisal kot "resnično čast." Množice, ki so čakale na ogled, so vzkliknile "Mi to čutimo! Guevara je prav z nami!" Guevarina hči Aleida je tudi opravila obsežen intervju s Chávezom, kjer je opisal svoje načrte za "Novo Latinsko Ameriko", intervju pa je objavil v knjižni obrazec. Guevara ostaja tudi ključna navdihujoča osebnost kolumbijskega gverilskega gibanja, FARC-a in mehiških zapatistov, ki jih vodi Subcomandante Marcos. Poleg tega so različni »izrazi ljudske volje«, ki jim je Che Guevara dal prednost pred demokracijo na volitvah – sosedska sodišča in odbori za obrambo revolucije – našli nov izraz v Venezueli in Boliviji. 
Med mladimi v Latinski Ameriki so Guevarini spomini Motociklistični dnevniki postali priljubljeni med študenti in mladimi intelektualci. To je Guevari omogočilo, da se je pojavil kot "romantičen in tragičen mlad pustolovec, ki ima toliko skupnega z Jackom Kerouacom ali Jamesom Deanom kot tudi s Fidelom Castrom." Biograf Jon Lee Anderson, ki je govoril o tem fenomenu, je teoretiziral, da je Che "figura, ki jo je mogoče nenehno preučevati, za mlajšo, pohladnovojno generacijo Latinoameričanov, Che stoji kot večletni Ikar, samozažigljiva figura, ki predstavlja romantično tragedijo mladosti. Che ni le močna figura protesta, ampak idealističen, sprašujoč otrok, ki obstaja v vsaki družbi in ob vsakem času."

## Kritike
Izgnani kubanski avtor Jacobo Machover je zavrnil vse pozitivne kritike o Che Guevari in ga prikazal kot brezčutnega krvnika. Podobna mnenja so pozneje podali tudi nekdanji kubanski zaporniki, ki so bili izgnani iz Kube, med njimi tudi Armando Valladares, ki je Che Guevaro označil za človeka polnega sovraštva, ki je lastnoročno usmrtil na desetine nedolžnih ljudi. Álvaro Vargas Llosa je Che Guevara opisal za marksističnega puritanca, ki je svojo moč uporabljal za zatiranje nestrinjanja, hkrati pa je deloval kot hladnokrvni stroj ubijanja. William Ratliff označuje Che Guevaro za neustrašno figuro, ki je oboževal mučenje in ubijanje ljudi.
Kasnejši kritični analitiki so osvetlili številne vidike krutosti v Che Guevarinih metodah. Študije, ki obravnavajo problematične značilnosti njegovega življenja, so navedle njegovo zločinsko nesočutno ravnanje s soborci med različnimi gverilskimi kampanjami in njegovo pogosto ponižanje tistih, ki so ga označevali za manjvrednega. Čeprav je veliko nasprotovanja Che Guevarinim metodam, negativne kritike prihajajo ne samo s politične desnice, ampak tudi od skupin, kot so anarhisti, trockisti, kritiki, zgodovinarji, učenjaki, strokovnjaki, raziskovalci in civilni libertarci, ki menijo, da je bil Che Guevara protidelavski stalinist, katerega zapuščina je bila ustvarjanje najbolj brutalnega totalitarnega režima. Veliko ljudi ga tudi označuje za zločinca in terorista ter mu pripisujejo veliko odgovornost za mučenje in smrt od več tisoč do več milijonov ljudi. Krivijo ga tudi za propad kubanskega gospodarstva. Zagovorniki so tudi teoretizirali, da so imele v večjem delu Latinske Amerike revolucije, ki jih je sprožil Che Guevara, praktičen rezultat krepitve brutalnega militarizma za več let.

## Ikona pop-kulture
Ob 40. obletnici Che Guevarine usmrtitve v Boliviji je kompilacija Che in Verse združila raznoliko zbirko 135 pesmi in skladb v poklon Che Guevari. Slavni pesniki, kot so Pablo Neruda, Allen Ginsberg, Julio Cortázar, Nicolas Guillén, Derek Walcott, Al Purdy, Rafael Alberti, Ko Un in Yevgeny Yevtushenko, so omenjena dela posvetili, kot piše v uvodu knjige, "praznuje svet  upora." Septembra 2007 je bil Guevara izbran za "največjo zgodovinsko in politično osebnost Argentine."
Mehiški komentator in Chejev biograf Jorge Castañeda Gutman je izjavil: "Cheja je mogoče najti ravno tam, kjer sodi, v hišah, rezerviranih za kulturne ikone, za simbole družbenih uporov, ki se spuščajo globoko v tla družbe." Castañeda je nadalje izjavil, da ima "Guevara še vedno izjemen pomen kot simbol časa, ko so ljudje junaško umirali za tisto, v kar so verjeli", in dodal, da po njegovem mnenju "ljudje tega ne počnejo več." Pregovor "Viva la revolucion!" je postal tudi zelo priljubljen izrek za Guevaro. V Severni Ameriki, Zahodni Evropi in številnih regijah zunaj Latinske Amerike je bila podoba primerjana z globalno blagovno znamko, ki je že zdavnaj izgubila svoje ideološke ali politične konotacije. Nasprotno pa so obsedenost z Guevaro tudi kritiki zavrnili kot "adolescentno revolucionarno romantiko." 

Ameriški, latinskoameriški in evropski pisatelji Jon Lee Anderson, Régis Debray, Jorge G. Castañeda in drugi so prispevali k obsojenju Che Guevarine podobe s članki in obsežnimi biografijami, ki so podrobno opisovale njegovo življenje in zapuščino v manj idealističnih izrazih; in v primeru Octavia Paza je spremljala kritična obtožnica marksizma, ki so ga zagovarjali mnogi v latinskoameriški levici. Politični pisatelj Paul Berman je posegel še dlje in trdil, da "sodobni Chejev kult" zakriva delo disidentov in da je po njegovem mnenju "ogromen družbeni boj", ki se trenutno odvija na Kubi. Avtor Christopher Hitchens, ki je bil socialist in podpornik kubanske revolucije v šestdesetih letih dvajsetega stoletja, a je pozneje spremenil svoja stališča, je povzel Guevarino zapuščino z domnevo, da je bil "Chejev status ikone zagotovljen, ker mu to prej ni uspelo. Njegova zgodba je bila zgodba o porazu in osamljenosti, in zato je tako zapeljivo. Če bi živel, bi mit o Cheu že zdavnaj umrl." Glede na nasprotno stališče je Richard Gott, novinar tiska Guardian v Vallegrandeu, na dan Guevarine smrti poslal sporočilo, v katerem je navedeno naslednje:
Težko se je spomniti, da je bil ta človek nekoč ena od velikih osebnosti Latinske Amerike. Ni šlo le za to, da je bil velik gverilski voditelj: bil je prijatelj predsednikov in tudi revolucionarjev. Njegov glas so slišali in cenili tako v medameriških svetih kot tudi v džungli. Bil je zdravnik, amaterski ekonomist, nekoč minister za industrijo na revolucionarni Kubi in Castrova desna roka. Morda se bo v zgodovino zapisal kot največja celinska osebnost Bolivije. Okoli njegovega imena se bodo razvijale različne legende.